# Faethons fall
Faethons fall är en målning från 1604–1605 av den flamländske konstnären Peter Paul Rubens. Den skildrar myten om Faethon, son till Foibos i romersk mytologi, när Jupiter ingriper och dödar honom efter att han misslyckats med att köra sin fars solvagn över himlen. Runtom syns de skräckslagna horerna, som representerar årstiderna och universums harmoni. Rubens källa till berättelsen var Ovidius Metamorfoser. Målningen tillkom 1604–1605 och är troligen omarbetad 1606–1608.
Den finns sedan 1990 på National Gallery of Art i Washington, D.C.